# 닥터 스트레인지 (2016년 영화)
《닥터 스트레인지》(영어: Doctor Strange)는 동명의 마블 코믹스 캐릭터를 다룬 2016년 미국 영화이다. 마블 스튜디오가 제작했으며, 월트 디즈니 스튜디오 모션 픽처스가 배급했다. 마블 시네마틱 유니버스의 14번째 작품에 해당한다. 영화는 스콧 데릭슨이 감독했고, 그와 존 스페이츠, C. 로버트 카길이 각본을 썼다. 또한 베네딕트 컴버배치, 추이텔 에지오포, 레이철 매캐덤스, 베네딕트 웡, 마이클 스툴바그, 벤저민 브랫, 스콧 애드킨스, 마스 미켈센, 그리고 틸다 스윈튼이 출연했다. 《닥터 스트레인지》는 불의의 사고로 절망에 빠진 신경외과 의사 스티븐 스트레인지가 에인션트 원을 만나, 세상을 구원할 강력한 능력을 얻게 되면서 히어로로 거듭나게 되는 이야기를 그리고 있다.

## 줄거리
네팔의 카트만두에서 마스터였던 마법사 케실리우스와 그의 질럿은 카마르-타지에 들어가 고대의 마법서를 지키는 사서를 죽인다. 그들은 언제인지도 모를 때부터 살아왔고, 케실리우스를 포함한 카마르-타지의 모두를 가르친 에인션트 원이 보유한 책에 있는 페이지를 훔친다. 에인션트 원은 그를 쫓으나, 케실리우스는 페이지와 그의 추종자와 함께 탈출하고 만다.
스티븐 스트레인지는 솜씨 좋고 잘 나가는 신경외과 의사이나, 차 사고로 인해 손을 제대로 움직일 수가 없게 되었다. 동료 의사이자 전 연인인 크리스틴 팔머는 그의 재활을 도우려 하지만, 스트레인지는 전 재산을 쏟아부어도 손을 원래대로 움직일 수 없다는 걸 알고 절망한다. 그러다 재활 치료사에게 척추 복구가 불가능했던 조나단 팽본이란 남자가 다시 걸을 수 있게 되었다는 얘기를 듣고 농구를 하던 팽본에게 찾아간다. 그는 카마르-타지에 대해 알려주고, 스티븐은 전 재산을 털어 그곳으로 향한다. 스트레인지는 거기서 에인션트 원의 제자인 모르도를 만나 카마르-타지에 들어 간다. 에인션트 원은 그에게 자신의 힘을 보여주고, 영적 세계와 미러 디멘션(영어: Mirror Dimension→거울 차원) 같은 다른 차원에 대한 이야기를 들려준다. 스트레인지는 그녀에게 가르쳐달라 빌고, 에인션트 원은 케실리우스를 떠올리게 하는 그의 오만함에도 불구하고 결국 그를 받아들인다.
스트레인지는 에인션트 원과 모르도 아래에서 지도를 받고 마스터 웡이 지키는 도서관의 고대서를 읽기 시작한다. 스트레인지는 지구가 뉴욕, 런던, 홍콩에 소재한, 생텀(영어: Sanctum→성소)이라 불리는 건물에서 형성된 마법에 의해 지켜지고 있다는 것을 알게 된다. 소서러의 임무는 이 생텀을 지키는 것이지만, 팽본은 이러한 책임감을 떠안고 싶지 않아 떠났다. 스트레인지는, 비록 케실리우스가 훔친 페이지를 마법의 눈인 아가모토의 시간조작 능력을 이용하여 몰래 읽었으나, 몇달 동안 빠르게 발전한다. 모르도와 웡은 그와 케실리우스가 갈망하는 힘을 대조하며, 자연의 법칙을 어기지 말라 경고한다. 케실리우스는 사랑하는 이들을 잃은 뒤, 모두에게 영생을 주기를 원한다.
케실리우스는 그의 추종자들과 함께 훔친 페이지로 시간이 존재하지 않고 누구나 영생을 누릴 수 있는 다크 디멘션(영어: Dark Dimension→암흑 차원)에 존재하는 강력한 도르마무를 소환하기 시작한다. 런던 생텀에서 일어난 습격으로 인해, 스트레인지는 카마르-타지에서 뉴욕 생텀으로 떨어진다. 케실리우스와 질럿들이 그곳을 공격하기 시작하자 스트레인지는 모르도와 에인션트 원이 올 때까지 마법의 레비테이션 망토(영어: Cloak of Levitation→공중부양 망토)와 함께 공격자들을 막는다. 스트레인지와 모르도는 케실리우스가 에인션트 원이 도르마무의 힘(다크 디멘션)을 빌려 오랜 기간 생존했다는 사실을 폭로하자, 그녀에게 환멸을 느끼기 시작한다. 케실리우스는 에인션트 원에게 치명상을 입히고 홍콩으로 도망친다. 에인션트 원은 죽기 전, 스트레인지 자신도 언젠가 균형을 위해 규칙을 깨게 될 것이라 말한다. 스트레인지와 모르도는 홍콩으로 도착, 웡이 죽고 생텀이 파괴되어 다크 디멘션이 이미 지구에 뿌리를 내린 것을 보게 된다. 스트레인지는 눈을 사용하여 시간을 뒤로 돌리고, 웡을 구한다. 스트레인지는 다크 디멘션 속으로 들어가, 도르마무가 지구를 떠날 것이라 약속할 때까지, 같은 시간을 영원히 반복하는 함정에 가두었다. 결국 그는 스트레인지의 말을 들어주고, 케실리우스와 질럿과 함께 사라진다.
모르도는 자연의 법칙을 어긴 스트레인지와 에인션트 원에게 넌더리를 내고는 떠나버린다. 스트레인지는, 웡이 인피니티 스톤이라 부른 눈을 원래 있던 장소에 올려 놓는다. 그리고 뉴욕 생텀에 자리를 잡고 학습을 계속한다. 크레디트 중반에, 스트레인지는 로키를 뉴욕에 데려와 아버지 오딘을 찾고 있는 토르를 도와주기로 한다. 크레디트의 끝에, 모르도는 팽본을 방문하여 "지구에는 마법사가 너무 많다"며 에너지를 훔친다.

## 배역

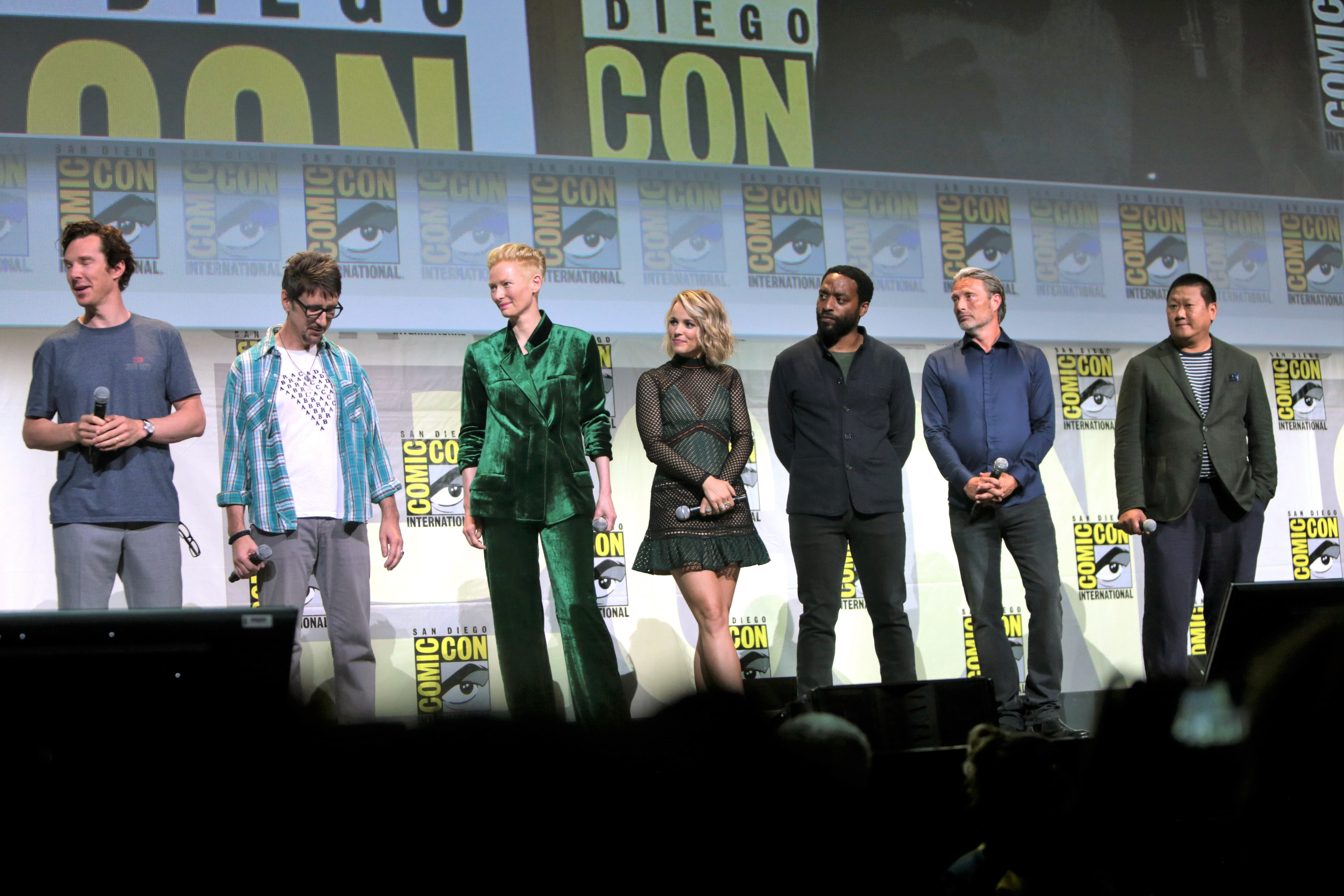
(왼쪽에서 오른쪽으로) 베네딕트 컴버배치, 스콧 데릭슨, 틸다 스윈튼, 레이철 매캐덤스, 추이텔 에지오포, 마스 미켈센, 그리고 베네딕트 웡, 2016년 샌디에이고 코믹콘 인터내셔널 홍보에서

- 베네딕트 컴버배치 - 스티븐 스트레인지 / 닥터 스트레인지 역[2]
- 레이철 매캐덤스 - 크리스틴 파머 역
- 틸다 스윈튼 - 에인션트 원 역
- 마스 미켈센 - 케실리우스 역
- 추이텔 에지오포 - 칼 모르도 역
- 스콧 애드킨스 - 루시언 역
- 마이클 스툴바그 - 니커디머스 웨스트 역
- 황개선 - 웡 역
- 에이미 렌덱커 - 닥터 브루노 역
- 단테 브리긴스 - 잡역부 역
- 토니 폴 웨스트 - 휴 굿바디 역
- 시나 시호코 나가이 - 마셜 아티스트 / 웨이트리스 역
- 벤저민 브랫 - 조너선 팽본 역

## 한국판 성우진
- 최한 - 스티븐 스트레인지 / 닥터 스트레인지(베네딕트 컴버배치)
- 방성준 - 칼 모르도(추이텔 에지오포)
- 정남 - 에인션트 원(틸다 스윈튼)
- 손종환 - 윙(황개선)
- 사문영 - 크리스틴 파머(레이철 매캐덤스)
- 장성호 - 케실리우스(매즈 미켈슨)
- 유동균 - 스탠 리(본인) / 간호사(아담 펠타 파울스)
- 정훈석 - 조나단 팽본(벤저민 브랫)
- 이문희 - 스트레인지의 친구(기욤 포르)
- 공경은 - 개리슨(사라 말린) / 파텔(미라 사이얼)
- 김혜성 - 웨스트(마이클 스툴바그)
- 김도영 - 의사(엘리자베스 힐리)
- 이현 - 치료사(코브나 홀드브룩 스미스)
- 조민수 - 의사(에벤 영)
- 이승준 - 강도(다니엘 도우)
- 안장혁 - 토르(크리스 헴스워스)

## 같이 보기
- 화이트워싱